# Kanton Landen
Kanton Landen is een kanton in de Belgische provincie Vlaams-Brabant en het arrondissement Leuven. Het is de bestuurslaag boven die van de desbetreffende gemeenten, tevens is het een gerechtelijk niveau waarbinnen een vredegerecht georganiseerd wordt dat bevoegd is voor de deelnemende gemeenten. Beide types kanton beslaan niet noodzakelijk hetzelfde territorium.

## Gerechtelijk kanton Landen-Zoutleeuw
Landen-Zoutleeuw was een gerechtelijk kanton voor een vredegerecht met zetels in Landen en Zoutleeuw. De zetel in Landen wordt op 1 december 2019 gesloten en de dossiers worden voortaan enkel nog in Zoutleeuw behandeld. Het is gelegen in het gerechtelijk arrondissement Leuven.
Het gerechtelijk kanton Zoutleeuw is vanaf 1 december bevoegd voor de steden Landen en Zoutleeuw en de gemeenten Geetbets, Kortenaken, Linter en Glabbeek.
De vrederechter is bevoegd voor:
- alle geldschulden tot € 5.000 (facturen ten laste van consumenten, leningen, schadevergoedingen, enz.)
- ongeacht de hoogte van het gevorderde bedrag: voor alle invorderingen van schulden voor nutsvoorzieningen (water, energie, telecom), huurgeschillen (woninghuur, handelshuur, landpacht), onteigeningen.
- bewind over meerderjarige onbekwamen,
- voogdij over minderjarigen,
- ouderlijk beheer van de goederen van minderjarigen
- (appartements)mede-eigendom,
- erfdienstbaarheden.

## Kieskanton Landen
Het kieskanton Landen ligt in het provinciedistrict Tienen, het kiesarrondissement Leuven en de kieskring Vlaams-Brabant. Het omvat enkel de stad Landen en bestaat uit 8 stembureaus.

### Structuur
| Landen           | Landen           | Supranationaal         | Nationaal                         | Nationaal                | Gemeenschap              | Gewest                   | Provincie                | Arrondissement  | Provinciedistrict | Kanton          | Gemeente        | District         |
| ---------------- | ---------------- | ---------------------- | --------------------------------- | ------------------------ | ------------------------ | ------------------------ | ------------------------ | --------------- | ----------------- | --------------- | --------------- | ---------------- |
| Administratief   | Niveau           | Europese Unie          | België                            | België                   | Vlaanderen               | Vlaanderen               | Vlaams-Brabant           | Leuven          | Leuven            | Leuven          | Landen          | -                |
| Administratief   | Bestuur          | Europese Commissie     | Belgische regering                | Belgische regering       | Vlaamse regering         | Vlaamse regering         | Deputatie                | Deputatie       | Deputatie         | Deputatie       | Gemeentebestuur | Districtscollege |
| Administratief   | Raad             | Europees Parlement     | Kamer van volksvertegenwoordigers | Vlaams Parlement         | Vlaams Parlement         | Vlaams Parlement         | Provincieraad            | Provincieraad   | Provincieraad     | Provincieraad   | Gemeenteraad    | Districtsraad    |
| Kiesomschrijving | Kiesomschrijving | Nederlands Kiescollege | Kieskring Vlaams-Brabant          | Kieskring Vlaams-Brabant | Kieskring Vlaams-Brabant | Kieskring Vlaams-Brabant | Kieskring Vlaams-Brabant | Leuven          | Tienen            | Landen          | Landen          | -                |
| Verkiezing       | Verkiezing       | Europese               | Federale                          | Federale                 | Vlaamse                  | Vlaamse                  | Provincieraads-          | Provincieraads- | Provincieraads-   | Provincieraads- | Gemeenteraads-  | Districtsraads-  |